# Raión de Lokachi
Lókachi (en ucraniano: Локачинський район) fue un raión o distrito de Ucrania en el óblast de Volinia entre 1944 y 2020. En la reforma territorial de 2020, su territorio fue incluido en el raión de Volodímir.
Comprendía una superficie de 712 km².
La capital era el asentamiento de tipo urbano de Lókachi.

## Subdivisiones
Hasta 2015 comprendía el asentamiento de tipo urbano de Lókachi y 19 consejos rurales. Tras la reforma territorial de 2015, la mayor parte de los pueblos del raión se agruparon en tres nuevas "comunidades territoriales unificadas" (hromada), con sede en los pueblos de Víynytsia, Záturtsi y Pryvitne. Desde entonces quedaron 8 consejos rurales en el raión: Dorohýnychi, Zámlychi, Záyachytsi, Kozliv, Koniujy, Kryjýnychi, Márkovychi y Starýi Zahóriv. Las 12 entidades locales del raión sumaban un total de 54 localidades.

## Demografía
Según estimación 2010 contaba con una población total de 23048 habitantes.

## Otros datos
El código KOATUU es 722400000. El código postal 45500 y el prefijo telefónico +380 3374.